# Bill Tchato
Bill Théodore Tchato (M'Biam, 14 maggio 1974) è un ex calciatore camerunese, di ruolo difensore.

## Carriera
Ha svolto gran parte della sua carriera in Europa.